# Ланг, Карел
Карел Ланг (чеш. Karel Lang; 9 июня 1958, Пршиснотице, Чехословакия) — бывший чешский хоккеист, вратарь. Серебряный призёр чемпионата мира 1982 года, бронзовый призёр чемпионатов мира 1981 и 1987 годов.

## Биография
Карел Ланг является воспитанником клуба «Зетор» из Брно, более известным под своим нынешним названием «Комета». В Чехословакии ещё играл за армейскую команду «Дукла» Тренчин. C 1980 по 1987 год играл за сборную Чехословакии, в составе которой завоевал 3 медали чемпионатов мира (серебро 1982 и бронза 1981 и 1987 годов). В 1990 году перебрался в Германию, где и живёт до сих пор. 11 сезонов играл за «Крефельд Пингвин». В 2001 году закончил игровую карьеру, стал тренером вратарей в «Крефельде». В 2006 году стал тренировать вратарей в команде «Фюхсе Дуйсбург», в 2008 году стал главным тренером клуба. С 2010 года является главным тренером хоккейной команды из города Грефрат. Сам проживает с семьей в Кемпене. Является самым возрастным игроком Немецкой хоккейной лиги. 2 марта 2007 года в возрасте 48 лет по инициативе президента команды «Фюхсе Дуйсбург» сыграл последние 49 секунд матча чемпионата Германии против «Штраубинга». Это достижение стало рекордным за всю историю немецкой лиги, Карел Ланг обошёл прежнего рекордсмена, бывшего вратаря «Гриззлис Вольфсбург» Кевина Макгибни, который играл в возрасте 46 лет.

## Достижения
Серебряный призёр чемпионата мира 1982
 Бронзовый призёр чемпионатов мира 1981 и 1987

## Статистика
За «Комету» провёл всего 383 игры, пропустил 1198 шайб (в среднем за игру 3.1). Из них в первой лиге чемпионата Чехословакии — 300 игр, 1003 пропущенных шайб (в среднем за игру 3.3), во второй чехословацкой лиге — 83 игры, 195 пропущенных шайб (в среднем за игру 2.3). За тренчинскую «Дуклу» сыграл 81 матч в чемпионате Чехословакии.
За сборную Чехословакии сыграл 41 игру.
В немецкой лиге провёл 385 матчей (384 за «Крефельд» и 1 за «Дуйсбург»).

## Семья
Карел Ланг женат во 2-й раз. Со второй женой Петрой воспитывают дочь Карину (2003 г.р.). Сын от первой жены Лукаш Ланг — бывший вратарь, выступавший в немецкой лиге за различные команды.